# Contea di Bong
La contea di Bong è una delle 15 contee della Liberia. Il capoluogo è Gbarnga.

## Geografia antropica

### Suddivisioni amministrative
La contea è divisa in 12 distretti:
- Boinsen
- Fuamah
- Jorquelleh
- Kokoyah
- Kpaai
- Panta
- Salala
- Sanoyeah
- Suakoko
- Tukpahblee
- Yeallequelleh
- Zota

## Geografia fisica

### Confini
Bong è la contea con più contee liberiane confinanti. A Sud confina con tre contee: la Contea di Montserrado, la contea di Margibi e quella di Grand Bassa. A Nord la contea di bong confina con quella di Gbarpolu e Lofa, a Oriente invece confina con la Contea di Nimba. A Nord-Est la contea confina con lo stato africano della Guinea.

### Morfologia
Il territorio della Contea di Bong è prevalentemente collinare con altezze che si aggirano verso i 200-300 metri. Solo nel Nord-Est della contea, vicino al confine con la Guinea le altezze superano i 400 metri. Il territorio è attraversato da due fiumi che nascono dai Monti Nimba e sfociano con un estuario nell'Oceano Atlantico.

### Clima
Il Clima tropicale è caratterizzato da frequenti precipitazioni, caldo afoso e la presenza di due monsoni ovvero due stagioni che si suddividono in stagione fresca e stagione calda.

## Storia
vedi: Storia della Liberia

## Società

### Evoluzione demografica
Le etnie principali presenti sono i Krumen e i Gbandi. La religione più praticata è il Protestantesimo 66% mentre i restanti credi non superano l'8% (Islamismo e animismo). La lingua più parlata dal popolo sono le Lingue Kru mentre quella ufficialmente riconosciuta dallo stato è l'Inglese.